# Василиј Смислов
Василиј Васиљевич Смислов (рус. Василий Смыслов; Москва, Русија 24. марта 1921. — Москва, 27. марта 2010. године) био је совјетски и руски шаховски велемајстор и бивши шампион света. Учио је да игра шах од своје 6. године. Много је научио о шаху од свог оца и учио је читајући шаховске књиге из очеве библиотеке. Његов отац је 1912. победио Александра Аљехина на једном од турнира. Смислов је био оперски певач мада је шах постао његова преокупација када је доживео неуспех на аудицији за Бољшој театар 1950. године. Једном приликом је рекао: “Увек ћу да живим између шаха и музике“. Једном је певао на швајцарском радију. Поразио је Ботвиника 1957. и постао светски првак у шаху, али је у реваншу изгубио титулу од Ботвиника 1958.
Био је познат по свом позиционом стилу, као и по игрању завршница, али многе од његових партија карактерише спектакуларан тактички ударац. Немерљив је његов допринос у теорији шаховских отварања, укључујући Енглеско отварање, Гринфилдову одбрану, Шпанску партију и Сицилијанску одбрану.
Шаховска игра је између уметности и ума, која треба понекад да балансира између два циља: победити или произвести лепоту.
Смислов је играо 1948. године турнир за светског првака у шаху како би се одлучило ко ће бити наследник Александра Аљехина. Завршио је на другом месту иза Михаила Ботвиника. После победе на турниру кандидата 1953. године у Цириху, 1954. године је играо за титулу са Ботвиником. Пошто се меч завршио нерешено, Ботвиник је задржао титулу. Играли су поново 1957. (Смислов је поново победио на мечу кандидата у Амстердаму, 1956. године) и овога пута Смислов је победио са резултатом 12,5:9,5. Године 1958. Ботвиник се реванширао и повратио титулу са скором 12,5:10,5.

## Хронологија турнира
- Јануара 1938. Смислов побеђује на јуниорком турниру у Русији. Такође, исте године, дели прво место са руским мајстором Сергејом Белавентом на турниру у Москви.

- 1940. игра на шампионату Совјетског Савеза где се пласира на треће место са скором од 8 победа и 10 ремија.
- 1941. игра на Лењинградско-московском турниру где се такође пласира на треће место, иза Ботвиника и Кереса, са 4 победе, 12 ремија и 4 пораза.
- 1942. Смислов побеђује на Московском турниру са скором од 8 победа, 5 ремија и 3 пораза.
- 1944. заузима друго место иза Ботвиника на шампионату Совјетског Савеза.
- 1944-1945. Смислов побеђује на Московском шампионату.
- 1945. два пута побеђује Решевског у радио мечу СССР против САД.
- 1946. године заузима треће место иза Ботвиника и Евеа, са скором од 7 победа, 11 ремија и 1 поразом.
- 1948. Светска шаховска федерација ФИДЕ организује турнир у Хагу и Москви за шампиона света у шаху. Смислов заузима друго место, иза Ботвиника.
- Новембра 1949. Смислов дели прво место са Давидом Бронштајном на седамнаестом шампионату Совјетског Савеза, са 9 победа, 8 ремија и 2 пораза.
- 1950. на турниру кандидата у Будимпешти, Мађарска, Смислов заузима треће место иза Бронштајна и Болеславског, са скором од 5 победа, 10 ремија и 3 пораза.
- 1953. у Нојхаузену-Цириху побеђује на другом турниру кандидата са 9 победа, 18 ремија и једним поразом.
- Марта 1954. у Москви, Смислов игра са Ботвиником меч за титулу шампиона света. Меч се завршава нерешено, али Ботвиник задржава титулу.
- 1955. побеђује у Загребу са 10 победа и 9 ремија.
- 1956. побеђује у Амстердаму на турнру кандидата са скором од 6 победа, 11 ремија и једним поразом.
- 1956. у Москви на првом меморијалном Аљехиновом турниру дели прво место са Ботвиником са 7 победа и 8 ремија.
- Априла 1956. Смислов побеђује на турниру кандидата одржаном у Холандији.
- 1957. у Москви игра меч са Ботвиником за титулу шампиона света. Овога пута Смислов побеђује Ботвиника са скором од 6 победа, 13 ремија и 3 пораза и постаје шампион света.
- 1958. у Москви у реванш-мечу Смислов губи титулу. Његов скор је тада био 5 победа, 11 ремија и 7 пораза. Био је шампион једну годину и 12 дана.
- 1959. у мечу кандидата са Михаилом Таљем губи да би се овај састао са Ботвиником, годину дана касније.
- 1960. у Москви побеђује.
- 1963. у Москви побеђује.
- 1965. у Хавани побеђује на Капабланкином меморијалном турниру (испред Фишера).
- 1965. Смислов губи у четвртфиналу од Јефима Гелера у мечу кандидата. Ове године је Борис Спаски победио у мечевима кандидата.
- 1968-1969. у Хестингсу побеђује.
- 1969. у Монте Карлу побеђује.
- 1971. у Москви заузима треће место.
- 1975. у Тисајду заузима друго место.
- 1976. у Лон Пајну, Калифорнија побеђује Тиграна Петросјана.
- 1978. у Буенос Ајресу заузима друго место.
- 1981. у Москви заузима друго место.
- 1982. у Лас Палмасу, у својој 61. години заузима друго место иза Риблија са скором од 6 победа, 5 ремија и 2 пораза. Био је најстарији играч који се квалификовао за турнир кандидата.
- 1983. у Фелдену, Аустрија Смислов игра нерешено Робертом Хубнером у четвртфиналу мечева кандидата, са скором од 1 победе, 12 ремија и 1 пораза, и по важећим правилима проглашен је за победника.
- 1984. у полуфиналу поразио је Золтана Риблија из Мађарске са 3 победе, 7 ремија и 1 поразом.
- 1984 у финалу губи од Каспарова резултатом 8,5:4,5. Смислов је учествовао у мечевима кандидата више од било ког другог играча, 33 године, од 1950—1983. године.
- 1991. у Бадворисхофену, Немачка, Смислов побеђује на првом сениорском шампионату света. Имао је 70 година.
- 1997. у Копенхагену, Данска, узима учешће у мечу Ветерани против Дама.

## Изузетна активност
На шаховским олимпијадама Смислов је победио у 69 партија, имао 42 ремија и изгубио само 2 партије.
На турнирима за првака света Смислов је имао скор од 24 победе, 44 ремија и 21 пораза. Његов највећи рејтинг је био 2690. Његова успешност мерена процентима је 60%.
Смислов је био један од најактивнијих и најјачих велемајстора на свету. Врло мало играча имало је такву животну снагу да толико дуго задржи највећи ниво и квалитет партија које игра, када би већина обични људи отишла у пензију.